# Cratere McLaughlin (Luna)
McLaughlin è un cratere lunare di 75,29 km situato nella parte nord-orientale della faccia nascosta della Luna.
Il cratere è dedicato all'astronomo statunitense Dean Benjamin McLaughlin.